# 中尾綾
中尾 綾（なかお あや、1986年4月23日 - ）は、島根県出身の日本の元バスケットボール選手である。ポジションはガード。日立ハイテク クーガーズ所属。

## 来歴
塩冶ギャルズで5年生からミニバスを始め、出雲北陵中から星城高校に進み、愛知学泉大学を経て、2009年、日立ハイテクノロジーズに入社。2013年引退。

## 経歴
- 星城高 - 愛知学泉大 - 日立ハイテク（2009年〜2013年）